# Jacob Batalon

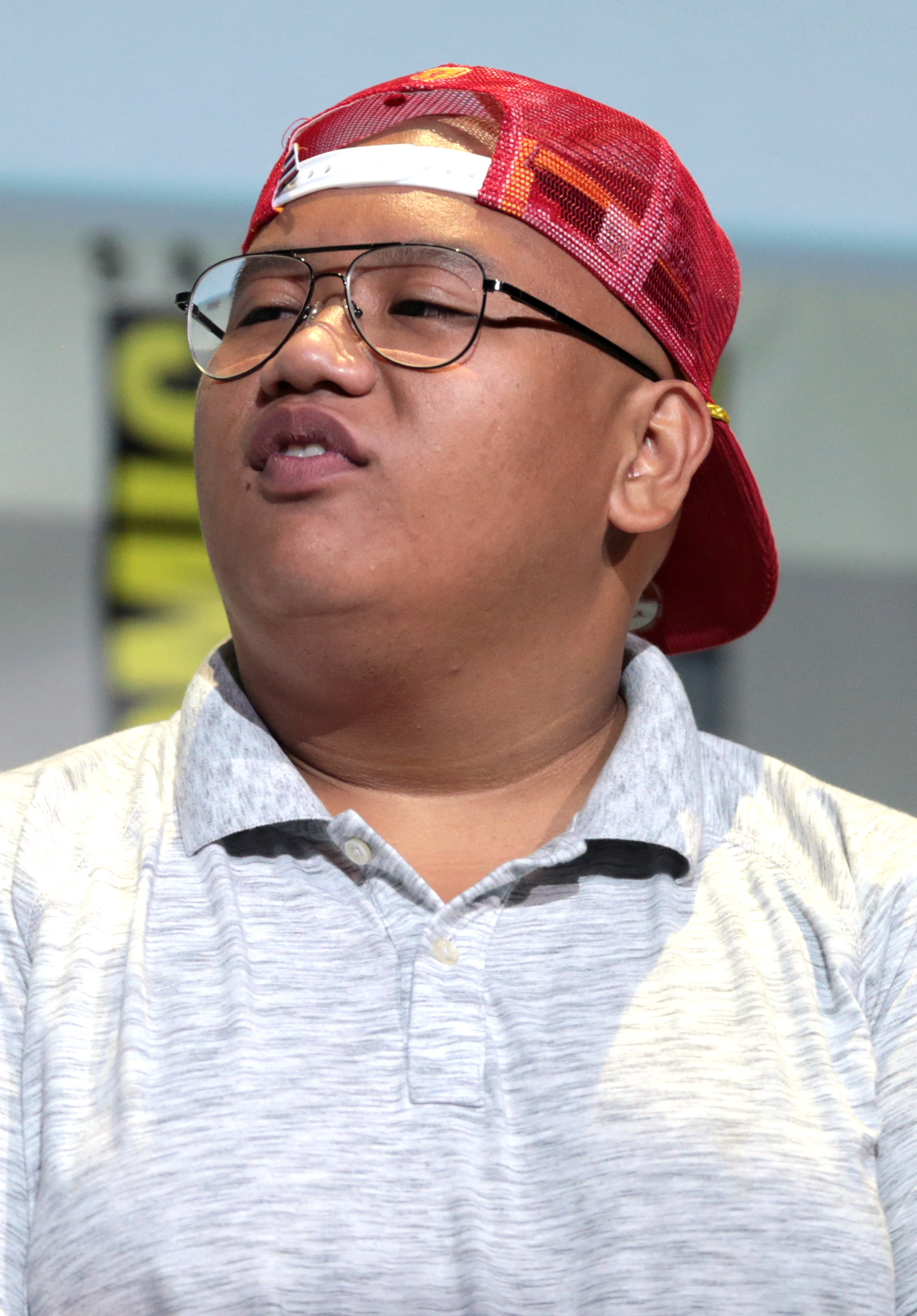
Jacob Batalon auf der San Diego Comic-Con International (2016)

Jacob Batalon (* 9. Oktober 1996 in Honolulu, Hawaii) ist ein US-amerikanischer Schauspieler philippinischer Abstammung. Bekanntheit erlangte er vor allem durch die Rolle des Ned Leeds aus mehreren Filmen des Marvel Cinematic Universe.

## Werdegang
Jacob Batalon wurde als Sohn philippinischer Eltern auf Hawaii geboren. Nach der Schule besuchte er das Kapiolani Community College, um Musiktheorie zu studieren. Später zog es ihn nach New York und er nahm an einem Zweijahres-Schauspielprogramm des New York Conservatory for Dramatic Arts teil, wodurch er den Entschluss fasste, eine Schauspielkarriere zu beginnen.
Jacob Batalon gab 2016 sein Schauspieldebüt als Cooper in dem Film North Woods. 2017 übernahm er in der Marvel-Verfilmung Spider-Man: Homecoming die Rolle des Ned Leeds, des besten Freundes der Titelfigur Peter Parker. Seit 2018 war er in Avengers: Infinity War, Avengers: Endgame, Spider-Man: Far From Home und Spider-Man: No Way Home ebenfalls als Ned Leeds zu sehen. 2020 wirkte Batalon als Simon in der Horror-Anthologie-Serie 50 States of Fright mit.
Auf Deutsch wird er häufig von Sebastian Fitzner synchronisiert.

## Filmografie (Auswahl)
- 2016: North Woods
- 2017: Spider-Man: Homecoming
- 2018: Letztendlich sind wir dem Universum egal (Every Day)
- 2018: Banana Split
- 2018: Avengers: Infinity War
- 2018: Blood Fest
- 2019: Avengers: Endgame
- 2019: Spider-Man: Far From Home
- 2019: The True Don Quixote
- 2019: Tage wie diese (Let It Snow)
- 2019: Bubble Gang (Fernsehserie, 2 Episoden)
- 2020: Day by Day (Fernsehserie, Episode 1x09)
- 2020: 50 States of Fright (Fernsehserie, 3 Episoden)
- 2021: Spider-Man: No Way Home
- 2022: Reginald the Vampire
- 2024: Lift
- 2024: Tarot – Tödliche Prophezeiung (Tarot)
- 2025: Mr. No Pain (Novocaine)